# Stenalia brunneipennis
Stenalia brunneipennis es una especie de coleóptero de la familia Mordellidae. La especie fue descrita científicamente por Étienne Mulsant en 1856.

## Subespecies
- Stenalia brunneipennis brunneipennis Mulsant, 1856
- Stenalia brunneipennis unistrigosa Chobaut, 1924

## Distribución geográfica
Habita en el norte de África, Hungría, Siria, Asia Menor, Turquía, Jordania, Irak e Irán.